# Тужани (Куявсько-Поморське воєводство)
Тужани (пол. Turzany, нім. Rieden) — село в Польщі, у гміні Іновроцлав Іновроцлавського повіту Куявсько-Поморського воєводства.
Населення — 166 осіб (2011).
У 1975-1998 роках село належало до Бидгощського воєводства.

## Демографія
Демографічна структура станом на 31 березня 2011 року:
|          | Загалом | Допрацездатний вік | Працездатний вік | Постпрацездатний вік |
| -------- | ------- | ------------------ | ---------------- | -------------------- |
| Чоловіки | 91      | 17                 | 67               | 7                    |
| Жінки    | 75      | 13                 | 49               | 13                   |
| Разом    | 166     | 30                 | 116              | 20                   |